# 佩雷杜-达本博斯塔
佩雷杜-达本博斯塔是葡萄牙布拉干萨区的一个堂区。总面积18.05平方公里，总人口258人，人口密度14.3人/平方公里。